# Дуврський замок
Дуврський замок — середньовічний замок у місті Дувр, що в англійському графстві Кент. Замок було побудовано у XII столітті, але фортифікаційні укріплення існували на тому ж місці з римських часів; досліджені особливості давніх земляних робіт дозволяють припущення, що певні укріплення могли існувати тут і раніше. Замок часто називали та називають «ключем до Англії», маючи на увазі його надзвичайне значення для оборони країни протягом часу його існування. Дуврський замок — найбільший із замків Англії.

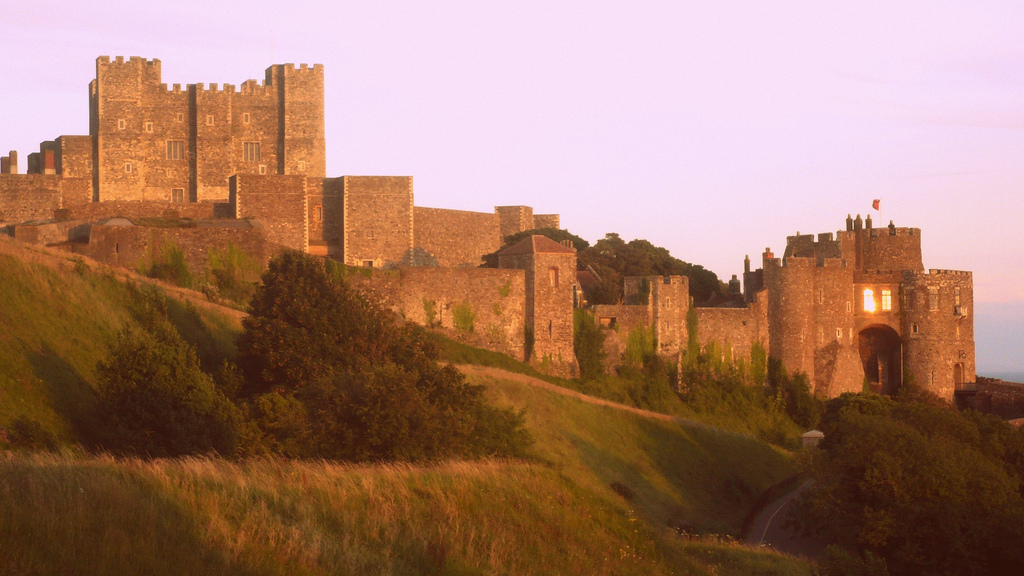

Замок охороняється державою як історична будівля національного значення.